# آنا ياغيلونيان

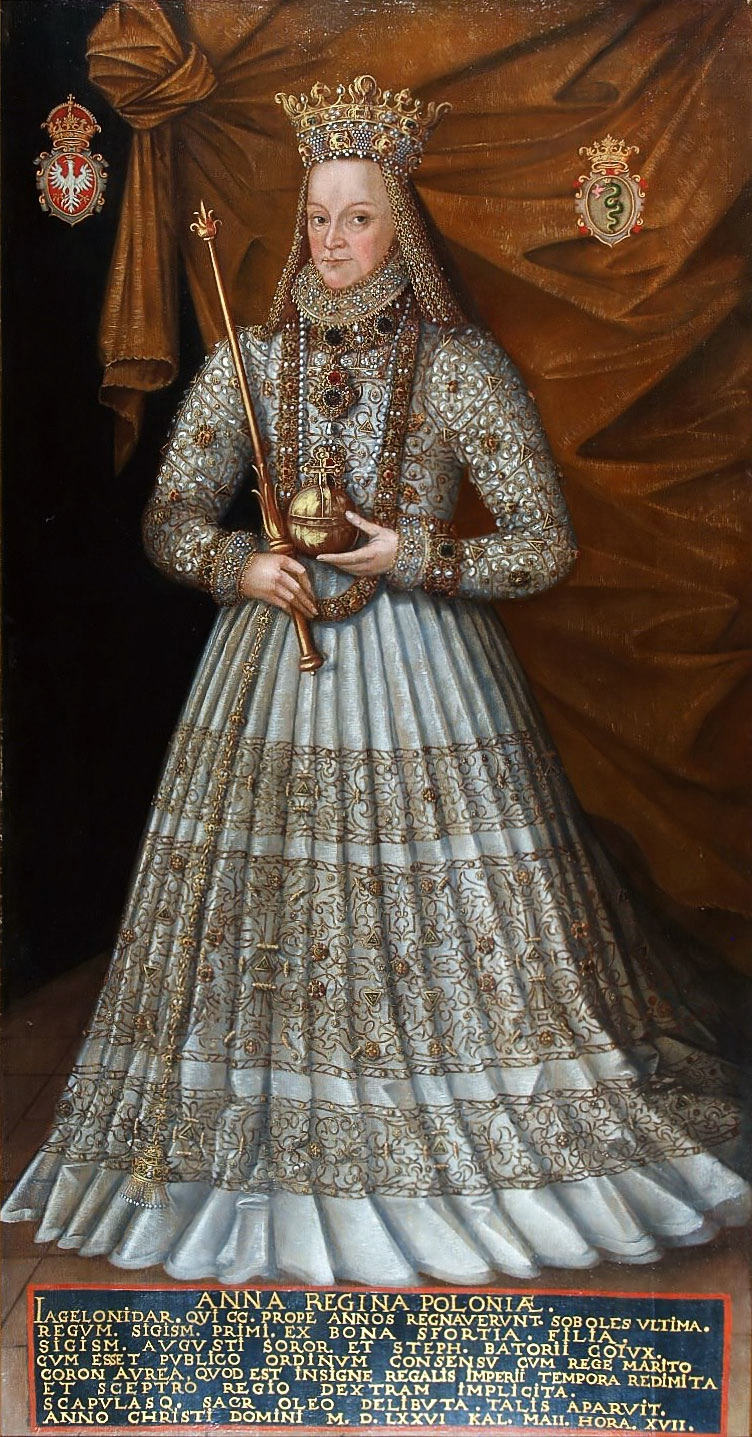
آنا ججلون

آنا ياغيلونيان ( 18 أكتوبر 1523 – 9 سبتمبر 1596) كانت ملكة بولندا ودوقة ليتوانيا الكبرى من 1575 إلى 1587. وهي ابنة الملك البولندي والدوق الأعظم لليتوانيا زغمونت الأول الكبير والدوقة الإيطالية بونا سفورتزا.
تلقت آنا العديد من عروض الزواج، لكنها بقيت عزباء حتى سن 52 عامًا. بعد وفاة شقيقها الملك زغمونت الثاني أوغست (آخر عضو ذكر من سلالة ياغيلونيان)، سعى إليها المدعون للعرش البولندي-الليتواني للحفاظ على التقليد الملكي. إلى جانب خطيبها آنذاك ستيفن باثوري، انتخبت آنا كحاكمة مشتركة في انتخابات 1576 للكومنولث البولندي-الليتواني. كان زواجهما ترتيبًا رسميًا ودون علاقة حميمة.
بينما كان باثوري مشغولاً بحرب ليفونيا، أمضت آنا وقتها في القضايا الإدارية المحلية وعدد من مشاريع البناء، بما في ذلك بناء سور المدينة "ستارا بروتشوفنيا [الإنجليزية]" لحماية جسر زغمونت أوغسطس [الإنجليزية]. بعد وفاة زوجها في ديسمبر 1586، كان أمام آنا الفرصة للبقاء على العرش كحاكمة وحيدة، لكنها فضلت دعم ابن شقيقها سيغيسموند الثالث فاسا، الذي أسس حكم أسرة فاسا على عرش بولندا-ليتوانيا لمدة ثمانين عامًا مقبلة (1587-1668).

## المرجع
1. ↑  FemBio-Datenbank | Anna von Polen (Anna Jagiellonka) (بالألمانية والإنجليزية), QID:Q61356138
2. ↑  Brockhaus Enzyklopädie | Anna (Anna) (بالألمانية), OL:19088695W, QID:Q237227
3. ↑  Internetowy Polski Słownik Biograficzny | Anna Jagiellonka (بالبولندية), QID:Q96022943
4. ↑  السيرة الذاتية آنا ججلون دخل في 31 مايو 2016. نسخة محفوظة 25 يناير 2018 على موقع واي باك مشين.

- Dmitrieva, Marina; Lambrecht, Karen (2000). Krakau, Prag und Wien: Funktionen von Metropolen im frühmodernen Staat (بالألمانية). Franz Steiner Verlag. ISBN:3-515-07792-8. In der Zeit des zweiten Interregnums trug sie den Titel „Anna Dei Gratia Infans Regni Poloniae".
- Duczmal, Małgorzata (2012). Jogailaičiai (بالليتوانية). Translated by Birutė Mikalonienė and Vyturys Jarutis. Vilnius: Mokslo ir enciklopedijų leidybos centras. ISBN:978-5-420-01703-6.
- Kiaupienė, Jūratė; Lukšaitė, Ingė (2013). Lietuvos istorija. Veržli naujųjų laikų pradžia. Lietuvos Didžioji Kunigaikštystė 1529–1588 metais (بالليتوانية). Baltos lankos. Vol. V. ISBN:978-9955-23-680-1.
- Letkiewicz, Ewa (2006). Klejnoty w Polsce: Czasy ostatnich Jagiellonów i Wazów (بالبولندية). Wydawnictwo Uniwersytetu Marii Curie-Skłodowskiej. ISBN:83-227-2599-X.
- Stone، Daniel (2001). The Polish-Lithuanian state, 1386–1795. A History of East Central Europe. Seattle: University of Washington Press. ISBN:0-295-98093-1.